# 洪秀兒
洪秀兒（韓語：홍수아，1986年6月30日—），韓國女演員。

## 演出作品

### 電視劇
- 2003年：SBS《命運的搏擊》
- 2004年：MBC《Non-Stop 5》
- 2006年：SBS《101次求婚》
- 2007年：KBS《比天高比地厚》飾演 尹恩夏
- 2008年：KBS《我的愛金枝玉葉》飾演 白彩羅
- 2010年：MBC《相信男人》飾演 河貞敏
- 2013年：KBS《大王之夢》飾演 妍花
- 2015年：中國大陸《温州两家人》飾演 閔孝真
- 2016年：中國大陸《億萬繼承人》飾演 陸歡兒
- 2018年：KBS《愛到最後》飾演 姜世娜
- 2020年：SBS《火鳥2020》飾演 李智恩

### 網絡劇
- 2015年：SK Telecom《1km他和我的距離》飾演 申海拉

### 電影
- 2003年：《My Wife Is A Gangster 2》
- 2003年：《Whispering Corridors 3: Wishing Stairs》
- 2004年：《Face》
- 2005年：《She's On Duty》
- 2013年：《戀愛的伎倆》
- 2014年：《怨靈》
- 2016年：《雷普利症侯群》
- 2017年：《逆謀 - 叛亂的時代》

### MV
- 2004年：Shinnago《因為漂亮》
- 2005年：洪秀雅《讓離別無法來臨》
- 2010年：Ali《Hey Mr.》
- 2011年：BoM《心啊心臟啊》

## 綜藝節目
- 2011年：SBS《英雄豪傑》固定出演
- 2017年：MBC《黃金漁場Radio Star》[2]
- 2022年：SBS《Running Man》》EP.590

## 外部連結
- 官方網站 （页面存档备份，存于）
- 洪秀兒的X（前Twitter）
- 洪秀兒的Instagram帳戶
- 洪秀兒的新浪微博